# Егон Хостовски (награда)
Наградата „Егон Хостовски“ (на хърватски: Cena Egona Hostovského) е чешка литературна награда, присъждана в периода 1974 – 1999 г., първоначално в изгнание.
Литературната награда „Егон Хостовски“ е учредена през 1974 г. от Реджина Хостовска, година след смъртта на съпруга ѝ, писателя Егон Хостовски. През 70-те и 80-те години е давана за книга (проза, драма, мемоари) на чешки или словашки автор, която не може да издаде в Чехословакия, а е издадена в издателства в изгнание. Връчвана е в Торонто или чрез куриер на автори в Чехословакия.
След Пражката пролет, от 1990 г. се присъжда за „роман, който надхвърля текущото производство“, публикуван през миналата година. Носителят на наградата се определен от жури, съставено от писатели и литературни теоретици, под председателството на сина на Егон Хостовски, Пол Хостовски, с участието на Сдружението на писателите. Поради липса на средства наградата е закрита от Пол Хостовски през 1999 г.

## Носители на наградата

### Период в изгнание
- 1974 – Ярослав Вейвода, за Plující andělé, letící ryby[1][2]
- 1975 – Вратислав Блажек, за Mariáš v Reykjavíku
- 1976 – Здена Саливарова, за Nebe, peklo, ráj
- 1977 – Лудвиг Вацулик и Иван Бинар, за Čára na zdi (в сборник от 24 автори)
- 1978 – Иржи Груша, за Dotazník, aneb Modlitba za jedno město a přítele
- 1979 – Еда Кризеова, за Křížová cesta kočárového kočího
- 1980 – Карел Пека, за Motáky nezvěstném
- 1981 – Егон Бонди, за Invalidní sourozenci
- 1982 – Ленка Прохазкова, за Růžová dáma
- 1983 – Ян Трефулка, за Velká stavba
- 1984 – Иржи Груша, за Dr. Kokeš, mistr Panny
- 1985 – Ян Кршесадло (Вацлав Пинкава), за Mrchopěvci
- 1986 – Милан Ухде, за Velice tiché Ave
- 1987 – Ярослав Путик, за Muž s břitvou
- 1988 – Йозеф Хиршал, за Vínek vzpomínek
- 1989 – Ян Новак, за Miliónový jeep

### Период следПражка пролет
- 1990 – Ива Котрла, за литературно изгнание[1]
- 1991 – Александра Беркова, за „Абсурдия“[3] и Иржи Странски, за Zdivočelá země
- 1992 – Виктор Фишл, за Kuropění и Jeruzalémské povídky
- 1995 – Яхим Топол, за Sestra[3]
- 1996 – Иржи Кратохвил, за Avion
- 1997 – Ярослав Путик, за Plyšový pes
- 1998 – Карел Швестка, за Couvání do času
- 1999 – Ева Кантуркова, за Градината на детството на име „Земен рай“